# Pargny-la-Dhuys
Pargny-la-Dhuys ist eine französische Gemeinde mit 172 Einwohnern (Stand: 1. Januar 2022) im Département Aisne in der Region Hauts-de-France (frühere Region: Picardie). Sie gehört zum Arrondissement Château-Thierry und zum Kanton Essômes-sur-Marne.

## Geographie
Die Gemeinde Pargny-la-Dhuys liegt rund 15 Kilometer südwestlich von Château-Thierry an der Grenze zum Département Marne am Flüsschen Dhuis (auch Dhuys geschrieben). Zu Pargny gehören westlich der Dhuis die Ortschaften Bas Laval, Montgrimont, Ville-aux-Bois, Les Roches und Mongon, östlich Fontaine, Bellevue und La Cramaillerie. Im Osten liegt der Wald Bois de Pargny, östlich davon die Häusergruppe von Courjeanson. Durch den Ort an der Départementsstraße D20 verläuft die stillgelegte Eisenbahnstrecke von Château-Thierry nach Montmirail (Marne).

## Bevölkerungsentwicklung
| Jahr                       | 1962 | 1968 | 1975 | 1982 | 1990 | 1999 | 2006 | 2012 | 2022 |
| Einwohner                  | 242  | 224  | 166  | 141  | 156  | 158  | 165  | 179  | 172  |
| Quellen: Cassini und INSEE |      |      |      |      |      |      |      |      |      |

## Sehenswürdigkeiten
- Kirche Saint-Martin mit gotischen Arkaden und einem schlanken Turm
- zwei ehemalige öffentliche Waschhäuser (Lavoirs)

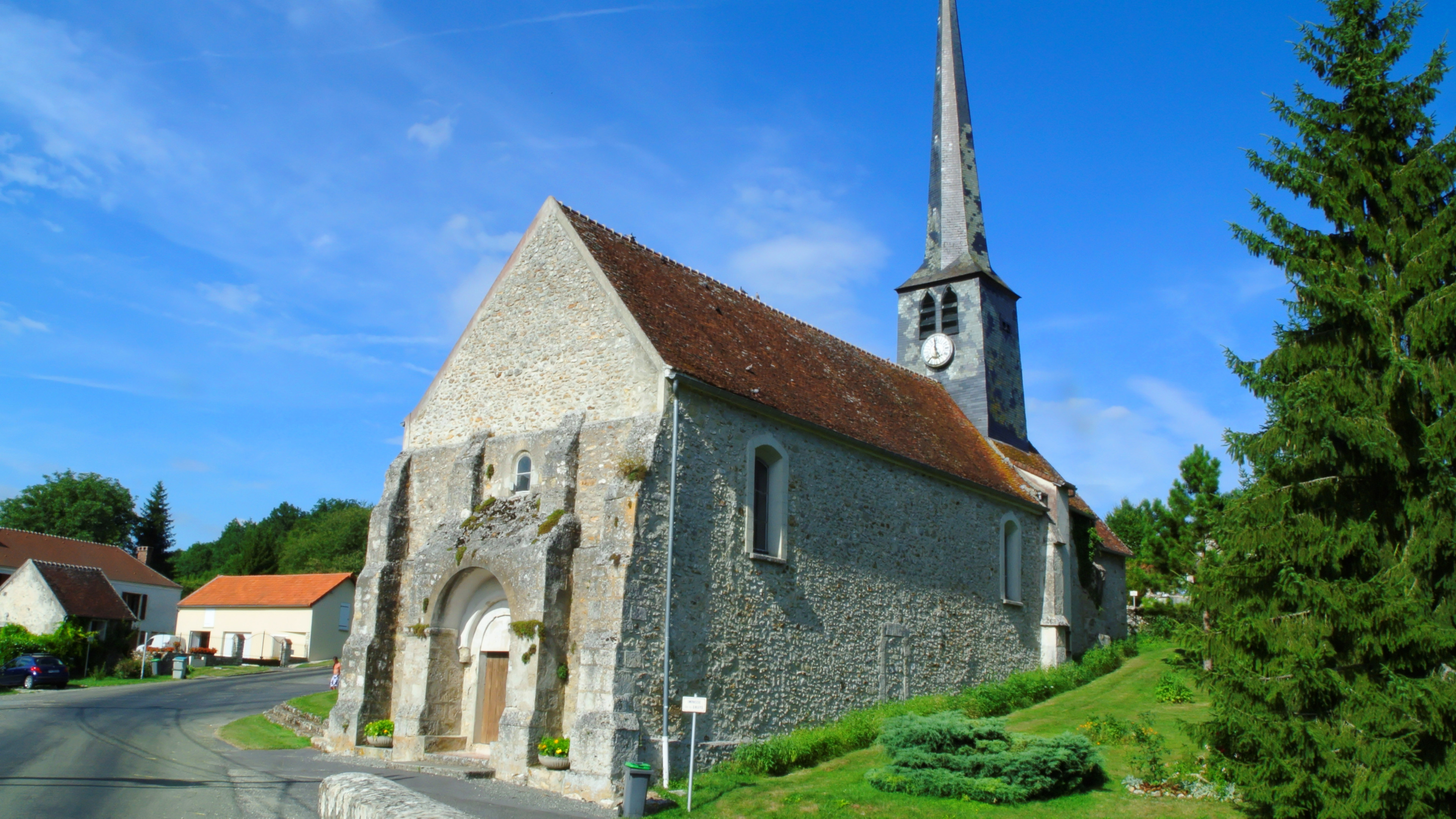
Kirche Saint-Martin
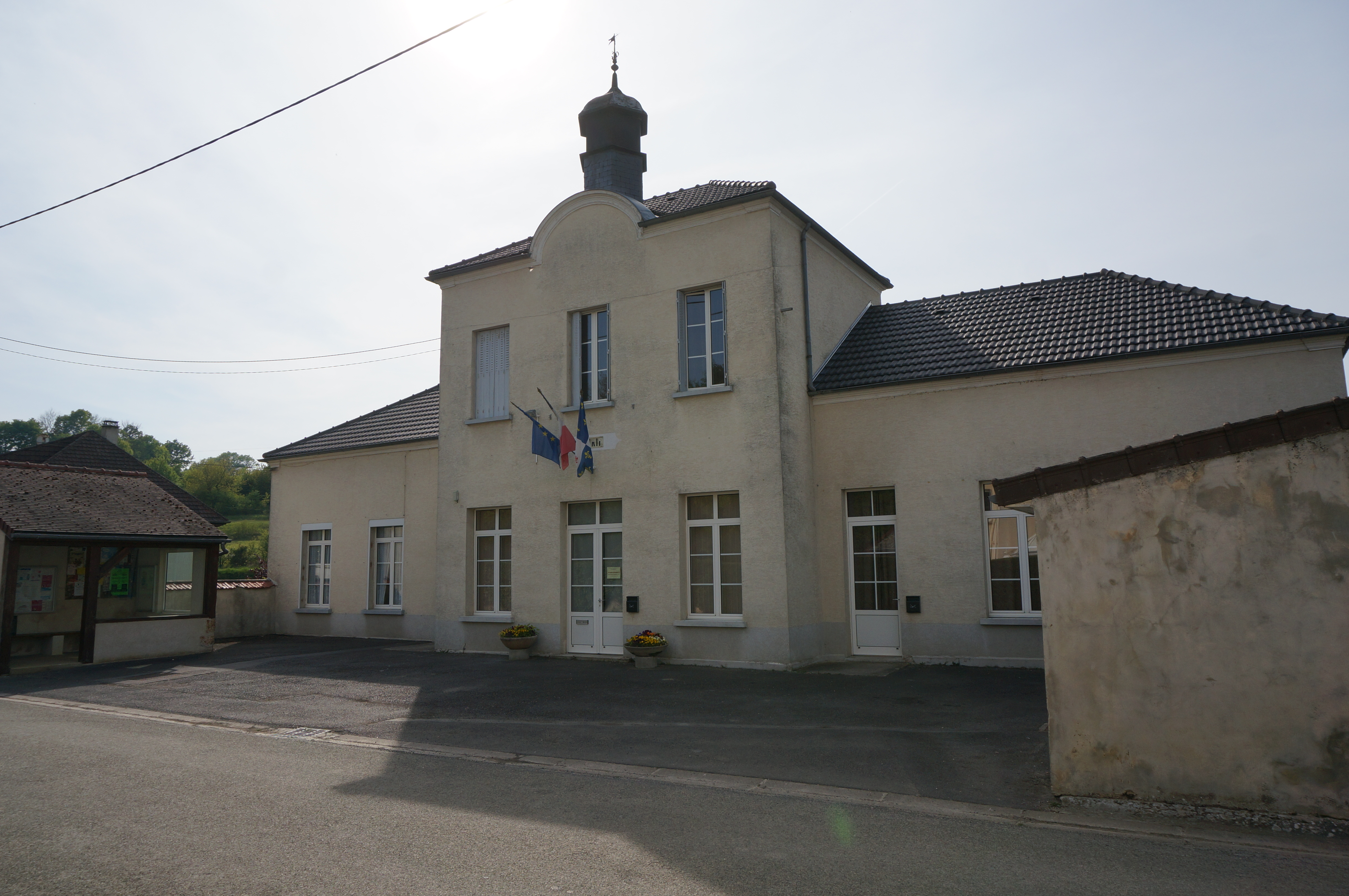
Mairie Pargny-la-Dhuys
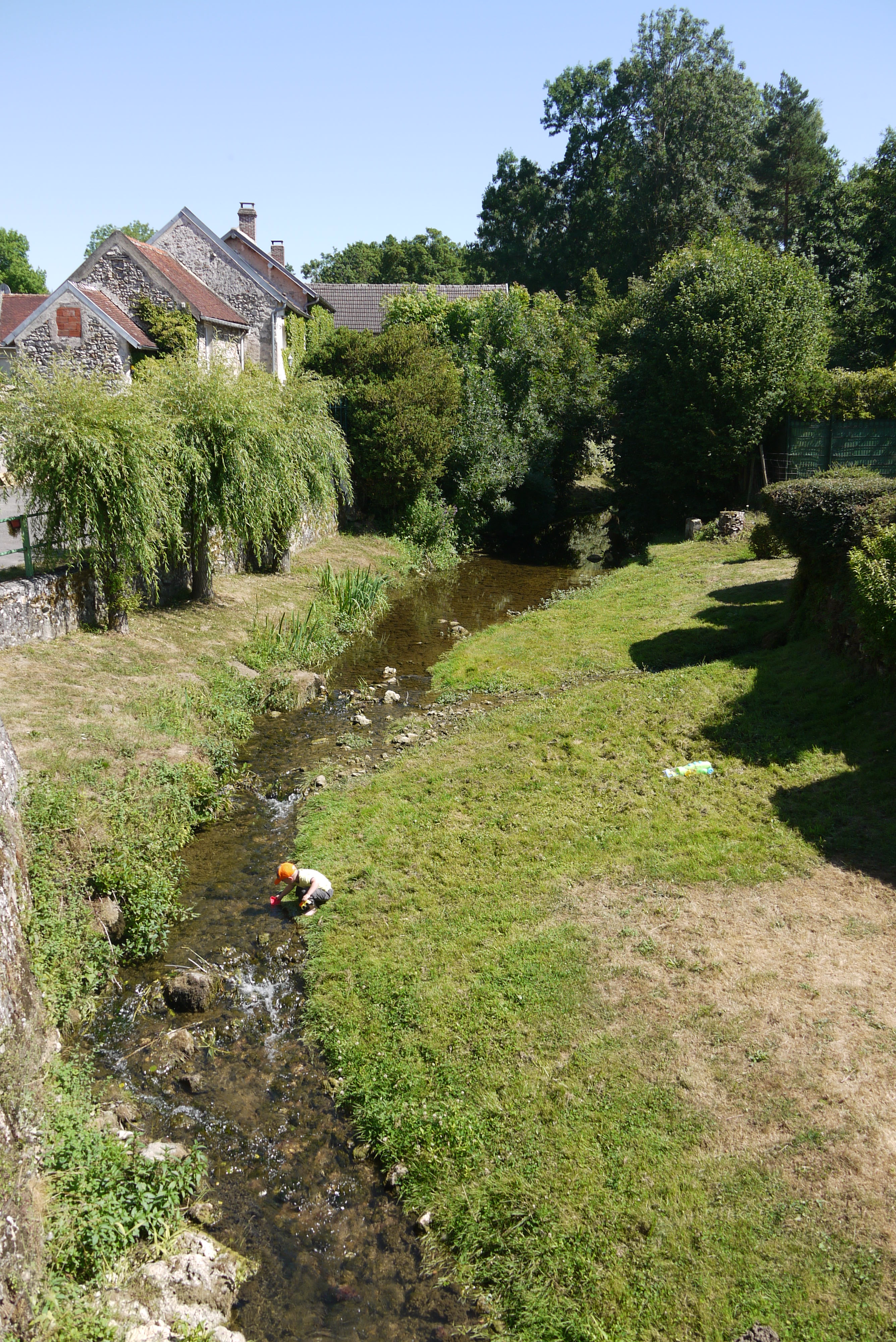
Die Dhuys bei Pargny
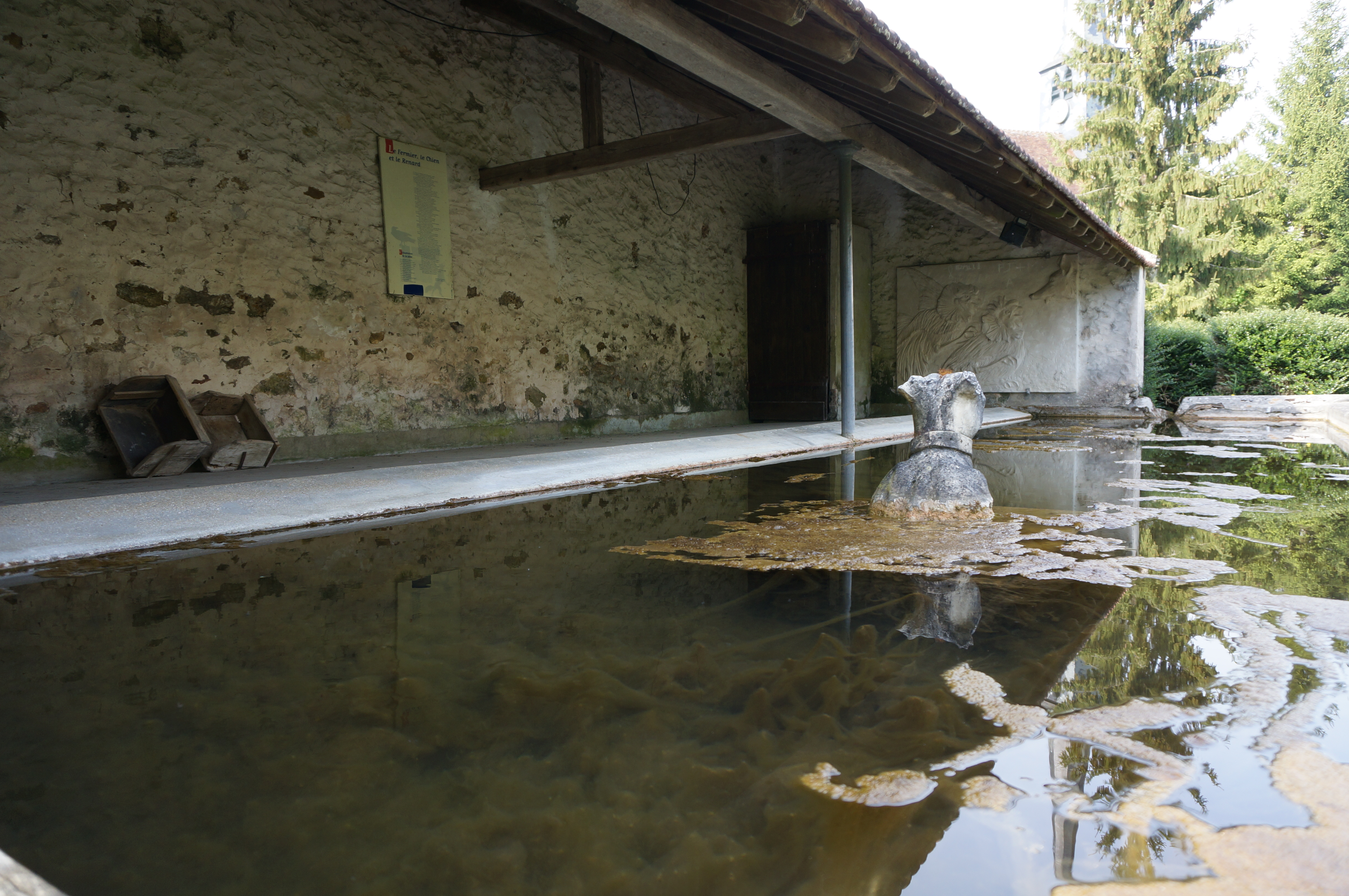
Lavoir